# Зильберман, Альфонс
Альфонс Зильберман (нем. Alphons Silbermann, 11 августа 1909, Кёльн — 4 марта 2000, там же) — немецкий социолог.

## Начало биографии
Из обеспеченной еврейской семьи, сын владельца типографии. Учился музыковедению, социологии и праву в университетах Кёльна, Фрайбурга и Гренобля. В 1933 эмигрировал в Нидерланды, в 1938 переехал в Австралию. Зарабатывал там мытьем посуды, затем открыл ресторан фастфуда Silver’s Food Bars (впоследствии создал первую в Австралии и весьма прибыльную сеть таких ресторанов).

## Академическая карьера
Начал академическую карьеру в Музыкальной консерватории Сиднея (1944). В 1951 вернулся в Европу, жил и преподавал в Париже. В 1958 по приглашению Рене Кёнига стал преподавателем Кёльнского университета. Затем преподавал в Лозанне (1964—1974) и Бордо (1974—1979). Был одним из издателей — вместе с Рене Кёнигом — авторитетного Кёльнского журнала социологии и социальной психологии. Создатель кёльнского Института массовых коммуникаций, пионер эмпирических исследований (в том числе, контент-анализа) в немецкой социологии. Постоянный оппонент Теодора Адорно.

## Научные интересы
Автор трудов по эмпирической социологии массовых коммуникаций, литературы и искусства, социологии антисемитизма, социологии повседневности, нескольких популярных учебников по эмпирическим методам в социологии. Под его редакцией вышел трехтомник «Классики социологии искусства» (Берлин, 1987—1988) и др. издания.

## Избранная библиография
- …of musical things (1949)
- La Musique, la Radio et l’Auditeur (1954)
- The Sociology of Music (1963)
- Ketzereien eines Soziologen (1965)
- Bildschirm und Wirklichkeit. Über Presse und Fernsehen in Gegenwart und Zukunft (1966)
- Vorteile und Nachteile des kommerziellen Fernsehens (1968)
- Soziologie der Massenkommunikation (1973)
- Empirische Kunstsoziologie. Eine Einführung mit kommentierter Bibliographie (1973)
- Einführung in die Literatursoziologie (1981)
- Der ungeliebte Jude. Zur Soziologie des Antisemitismus (1981)
- Sind wir Antisemiten? Ausmaß und Wirkung eines sozialen Vorurteils in der Bundesrepublik Deutschland (1982)
- Handwörterbuch der Massenkommunikation und Medienforschung. 2 Bände (1982)
- Was ist jüdischer Geist? Zur Identität der Juden (1984)
- Handbuch zur empirischen Massenkommunikationsforschung. Eine kommentierte Bibliographie in 2 Bänden (1986)
- Medienkultur, Medienwirtschaft, Medienmanagement (1989, в соавторстве с Альбином Хензеротом)
- Verwandlungen. Eine Autobiographie (1989)
- Neues vom Wohnen der Deutschen (1991)
- Juden in Westdeutschland. Selbstbild und Fremdbild einer Minorität (1992, в соавторстве с Гербертом Салленом)
- Die Küche im Wohnerlebnis der Deutschen: eine soziologische Studie (1995)
- Flaneur des Jahrhunderts. Rezitative und Arien aus einem Leben (1999)
- «Auschwitz: Nie davon gehört?» Erinnern und Vergessen in Deutschland (1999, в соавторстве с Манфредом Стофферсом)
- Grovelling and other vices: the sociology of sycophancy (2000)

## Награды
- Орден «За заслуги перед Федеративной Республикой Германия»
- Французский Орден академических пальмовых ветвей.